# گلی‌کلوپیرامید
گلی‌کلوپیرامید (انگلیسی: Glyclopyramide) یک داروی سولفونیل اوره است که در درمان دیابت استفاده می‌شود.